# Odezia dalmatina
Odezia dalmatina là một loài bướm đêm trong họ Geometridae.